# Zgornja Ročica
Zgornja Ročica – wieś w Słowenii, w gminie Sveta Ana. W 2018 roku liczyła 57 mieszkańców.